# Ыб (Сыктывдинский район)
Ыб — село в Сыктывдинском районе Республики Коми.
Население — 513 (2010) человек. Центр сельской администрации. Расстояние от районного центра села Выльгорт — 36 км. Сообщение с другими населёнными пунктами осуществляется автомобильным транспортом. Расположено на левом берегу реки Сысола.

## История
Село известно с 1586 года. «Сотная с писцовых книг 1586 г. И. Г. Огарева и подьячего Ф. Юрьева на Сысольскую волость» является первым письменным источником по истории Ыба. Согласно ей, в 1586 году в Ыбе имелось два погоста — Иб Большой и Иб Меньшой, вокруг которых располагались деревни и починки. В Ибе Большом стояли две деревянные церкви Николая Чудотворца и пророка Ильи («и во всех церквах образы и книги, и свечи, и сосуды мирские»), 4 двора церковнослужителей, торгового человека и сотника. В амбаре на погосте хранился арсенал, вывезенный из Соснового городища[уточнить]: «2 пищали затинныи да пищаль затинная переломлена, да 14 ручниц невеликих заржавели, а иные без станков, да зелья по смете за пуда с полтара, а весити было нечем, да свинцу пуд без четверти, да 707 ядер железных затинных пищалей». За нарядом присматривали сотник Фёдор Иванов сын Большево, целовальник Ларион Иванов, Жданко Попов и «все крестьяне Ибского погоста». К погосту Ыб Большой относились деревни Каменная, Подальная, Прислон на горе, Подгорная, Филииская, Березник, Ерёмовская, Чюлиб, Павловская и починки (недавно возникшие деревни, население которых имело ряд льгот) — Березники и «Подле городища». Всего 38 дворов. В погосте Иб Меньшой (современный Мыргаиб) и в деревнях Большое поле, Шульгина, Федотовская имелось 16 крестьянских дворов — Ивашко Василия по прозвищу Паздейко, Ондрюшки Иванова, Конанко Вахромеева, Сеньки Поротого, Петруши Болохня Иванова и другие.
По новой переписи 1646 года Яренского уезда отмечено, что «погост Иб Большой да погост Иб Меньшой, а на погосте церковных причетников 4 двора, а людей из них 6 человек, да к погостам 12 деревень, а в них 43 двора крестьянских, а людей в них 101 человек, да 9 дворов бобыльских, а людей в них 13 человек, да бездворных бобылей 7 человек». В 1646 году обитатели носили фамилии Букарин, Рушник (Рушким), Климов, Баженов, Белоголов, Порсев, Худэй, Колетов, Чиримов, Холопов, Муравьёв, Шошин, Чабанов, Жданов, Никонов, Сучилов, Тулышев, Хабаров, Маегов, Патов, Бусов, Куканев, Томилов, Ульныров, Некрасов, Порогов, Бакланов.
В 1768 году село Ыб посетил адъюнкт Академии Наук России академик Иван Лепёхин, оставивший описание жизни села в своей книге «Дневные записки путешествия доктора и Академии наук адъюнкта Ивана Лепехина по разным провинциям Российского государства в 1768 и 1769 году». Вот что писал академик об Ыбе, называемом в книге «Убской волостью»:
Тут мы видели нерадение зырянское и в самом сенокосе, которые по берегам сысольским рассеяны были, и сбирали сено по копёнкам, ибо в труде они себе ставили от мелкого лесу очистить свои покосы; но лучше желали несколько вёрст далее отъехать, чтоб скосить и собрать копёнку сена, нежели вырубить и очистить тонкие лозы. По отдалённости их сенокоса часто они живут долгое время на полях и, чтобы сыскать себе пищу, большее время утра и вечеров препровождают в ужении рыбы. Где был сенокос, тут приметою был мужик, сидящий на берегу с удочкой, чтобы пожирнее поужинать. Правда, Сысола нарочито рыбна; однако мужику, упражняющемуся в сельской работе, сравнивая с другими мужиками, уже мало останется времени на лакомый промысел. При сём случае скажу, какою рыбою Сысола изобилует. Сиги, которые в российских реках, кроме рек и озёр, близкое сообщение с морем имеющих... не водятся, в Сысоле ловятся изобильно. Налимы, хариусы, окуни, щуки, ельцы, голавли, лещи, плотва, язи, синцы, пескари, угри и вьюны.

Проплыв пять чюмкасов, приехали в Убской погост, составляющий главную селитьбу Убской волости; в коем изрядная церковь пророка Ильи. Тут мы имели случай приметить зырянскую особливую простоту и слепое повиновение к своему духовенству. Ильинский батька не только представлял у них священнослужителя, но ещё и прорицателя. От его сказания зависело время сенокосу, жнитвы и прочих крестьянских предприятии.
- Ыб. Погост. Ыбская Вознесенская церковь, 2011 год.
- Свято-Вознесенский храм.
- Ыб и близлежащие деревни, вид с самолёта.
- Ыб на дорожном указателе.

За 1825—1835 годы была построена каменная Вознесенская церковь по проекту ключаря Софийского собора Вологды иерея П. Иконникова с тремя престолами — Вознесения, Ильи Пророка и Николая Чудотворца.
В 1877 году на её колокольню подняли колокол весом 3384,6 кг, который привезли в Ыб на санях, причём в сани впряглись и жители села. Поднимали колокол под руководством Фёдора Петровича Колегова, мастера таких дел. Звон ыбского «Божьего гласа» разносился на 15 вёрст. После революций колокол пропал. Одни говорят, что он утонул, когда его перевозили через Сысолу, или его специально утопили до лучших времён, так же, как и колокол с пажгинской церкви, и который до сих пор лежит на дне Сысолы на пятиметровой глубине.
В 1858 году открылось училище, в 1860 году его перевели в село Выльгорт.
В 1874 году открылось земское училище, а женское земское спустя 23 года (в 1897) приняло первых учеников.
15 июля 1898 года впервые к ыбским берегам пристал пароход «Механик» усть-сысольского купца А. М. Забоева. Пароход делал рейс до Межадора и обратно в Усть-Сысольск проплыл мимо Ыба 18 июля.
В 1900 году открылась библиотека. В 1904 году здесь имелся фельдшерский пункт.
1916 году в погостах Вознесенском (Иб), Чулибском и деревнях было 765 дворов, 3493 чел. Тогда же число православных прихожан в Ыбе (из отчётной ведомости Вознесенской церкви) составляло 2164 мужчины и 2334 женщины. Из них 12 человек относилось к духовному ведомству, 36 человек — к военному ведомству, 17 человек являлись разночинцами, остальные были государственными крестьянами.
В голодное лето 1918 года село Ыб оказалось самым хлебным во всём Усть-Сысольском уезде. Газета «Зырянская жизнь» в номере от 27 июня 1918 г, в статье «Ибские буржуи» писала:
Разрешение тяжёлого продовольственного вопроса нашли в Ибской волости, сделавшейся за последнее время, по расскажи очевидцев, чем-то вроде «толкучего рынка», куда стекаются голодающие люди со всего уезда, привозя с собою… шубы, платки, сарафаны, холст, охотничьи ружья и даже сбрую и плуги. Этот чисто «коммунистический» обмен производится в виду того, что богатые ибские мужички, имея полные амбары хлеба, за деньги совершенно перестали его продавать или заламывают небывалые для местного края цены — от 50 рублей до 80 рублей за пуд зерна.
К 1 апреля 1918 года в Ыбе проживало 1954 мужчины и 2055 женщин, в Красную Армию было призвано 85 человек. В волости насчитывалось 5 школ, где обучалось 327 учащихся, преподавали К. В. Головков, П. И. Чеусова, Л. Т. Бронишкова, А. П. Томова, П. П. Захарова, Ф. С. Надуткина, Н. А. Смирнов.
- 1923 год — в Ыбе в первый раз услышали радио.
- В 1930 году в селе Иб (погост) располагались фельдшерско-акушерский пункт, школа, изба-читальня, ликпункт, товарищество по совместной обработке земли, сельхозартель, пароходная станция, потребительское об-во, кредитное товарищество, агентство госторга, крестьянский комитет общественной взаимопомощи, участок милиции. Школа имелась также в д. Жидачской (совр. Волокул).
- В 1939 году закрыли Вознесенскую церковь (в 1956 году её вновь открыли).

13 января 1939 около 17 часов на Сысоле произошло землетрясение. Ощущалось жителями многих населённых пунктов — Ыба, Чукаыба, Пыелдино, Пустоши, Нючпаса (наиболее сильное — 7-балльное). Житель села Ыб В. И. Безносиков написал, что в тот вечер, он, будучи 11-летним мальчиком, готовил уроки за столом. Вдруг что-то громыхнуло (подобно звуку выстрела), а затем начал колебаться пол. А утром сообщили, что в деревне Шорйыв в одном из домов треснула печь. Жительница Пажги, М. А. Гуменюк, сообщила, что в тот день после громоподобных раскатов закачался дом и качнулась лампа на столе. Многие очевидцы сообщили, что во время землетрясения выплескивалась вода из кадок, передвигались тарелки на столе.
- 1940 год — появилась первая автомашина в Пажгинской МТС, Ыб тоже обслуживался.
- 1964 год — первый телевизор на селе.
- В 1965 году к селу были официально присоединены близлежащие деревни Елькерос, Ель, Чулиб, Погост, Серд, Степановка, Вадор, Давдор, Прислон.
- 1968 год — построена двухэтажная больница из бруса. Образован совхоз «Ыбский», отделён от совхоза «Пажгинский».
- 1978 год — начато строительство молочного комплекса на 800 голов.

- 1981—1987 годы — введены в строй: контора совхоза в кирпичном исполнении; четыре восемнадцатиквартирных благоустроенных дома, детский комбинат на 140 мест. Покрыли асфальтом дороги по селу. Открыта лыжная база с освещённой лыжной трассой, проведена газификация села (баллоны).
- 1986 год, 16 октября — открыт краеведческий музей.
- 1989 год — открыт пансионат для престарелых.
- На 2000 год в селе насчитывалось 1227 жителей, 522 хозяйства.
- В 2007 году село стало одним из претендентов на включение в «Семь чудес России».[2]

Планируется открытие горнолыжного центра.
- 2011 год, 19 августа, в дни празднования 90-летия Республики Коми в селе Ыб (местечко Сёрд) сдана в эксплуатацию первая очередь Финно-угорского этнокультурного парка. 21 августа здесь прошёл первый этномультифестиваль «Ыбица».

## Население
| 1918 | 2000  | 2010 |
| ---- | ----- | ---- |
| 4009 | ↘1227 | ↘513 |

## Достопримечательности
- Святые источники
- Вознесенский храм
- Серафимовский женский монастырь
- Ыбский историко-этнографический музей (открыт к 400-летию села)
- Выходы отложений юрского периода (белемниты, кости плезиозавров, ихтиозавров)
- Шойнаягский могильник (эпоха великого переселения народов, V—VI век)
- Чудьское городище, XIV век
- Лиственница в 2,7 метра в обхвате. 1825 год, д. Погост
- Можжевеловое озеро

## Известные уроженцы
- Егор Васильевич Колегов, коми поэт.
- Владимир Иванович Безносиков, коми писатель и поэт. Заслуженный работник культуры Коми АССР (1987), член Союза писателей России (1991), Почётный гражданин Сыктывдинского района[4].